# Пінакотека штату Сан-Паулу
Пінакотека штату Сан-Паулу (порт. Pinacoteca do Estado de São Paulo) — великий музей мистецтва, підпорядкований Секретаріату культури штату Сан-Паулу. Його головна частина розташована у парку Жардін-да-Луз у місті Сан-Паулу. Інша частина, Станція Пінакотека, розташована у парку Ібірапуера.
Пінакотека штату Сан-Паулу є одним з найважливіших музеїв Бразилії, що містить понад шість тисяч робіт, зокрема картини, скульптури, колажі, малюнки, ковдри і кераміку. Колекція перш за все представляє історію бразильського образотворчого мистецтва з 19 по 20 століття.